# Сайлау
Сайла́у (каз. Сайлау) — село у складі Жетисайського району Туркестанської області Казахстану. Входить до складу сільського округу Шаблана Дільдабекова.
У радянські часи село було частиною села Отділення № 3 совхоза Більшовик.
Населення — 1056 осіб (2021; 918 у 2009, 322 у 1999, 567 у 1989).